# 김은미 (핸드볼 선수)
김은미는 1996년 하계 올림픽 여자 핸드볼에서 은메달을 얻은 대한민국의 핸드볼 선수다.